# Hystiopsis
Hystiopsis is een geslacht van kevers uit de familie bladkevers (Chrysomelidae).
De wetenschappelijke naam van het geslacht werd in 1966 gepubliceerd door Blake.

## Soorten
- Hystiopsis bella Blake, 1966
- Hystiopsis beniensis Blake, 1966
- Hystiopsis bryanti Blake, 1966
- Hystiopsis egleri (Bechyne & Bechyne, 1965)
- Hystiopsis exarata Blake, 1966
- Hystiopsis flavipes Blake, 1966
- Hystiopsis grossa Blake, 1966
- Hystiopsis irritans Blake, 1966
- Hystiopsis maculata (Blake, 1966)
- Hystiopsis mansei (Blake, 1966)
- Hystiopsis mapirii Blake, 1966
- Hystiopsis marginalis (Fabricius, 1801)
- Hystiopsis maxima (Blake, 1966)
- Hystiopsis megala Blake, 1966
- Hystiopsis nigriventris Blake, 1966
- Hystiopsis peruensis Blake, 1966
- Hystiopsis phaica Blake, 1966
- Hystiopsis terminalis (Blake, 1966)
- Hystiopsis zonata Blake, 1966